# Moteur semi-culbuté

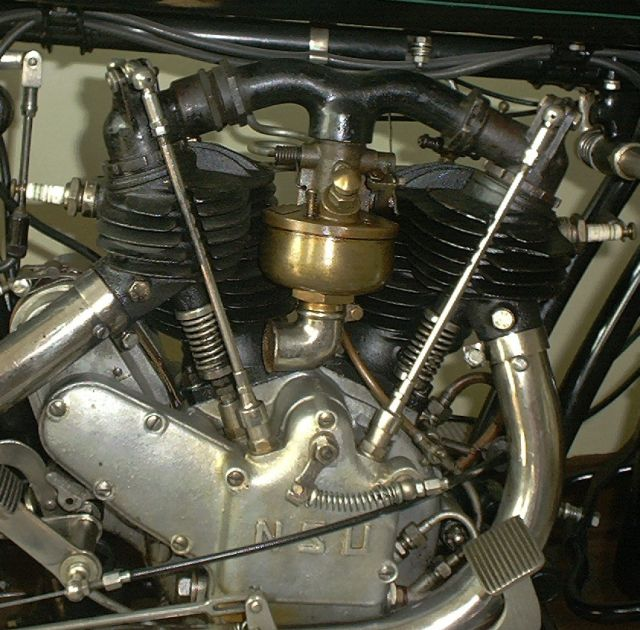
Un moteur NSU bicylindre en V semi-culbuté.

Un moteur semi-culbuté est une forme de transition entre un moteur à soupapes latérales et un moteur culbuté : l'échappement est contrôlé par une soupape latérale, tandis que l'admission est contrôlée par une soupape en tête, actionnée par culbuteur.

## Contexte historique: optimiser l'efficacité des moteurs et l'action des soupapes
L'utilisation de moteurs à soupapes se généralise à partir des années 1880. Les fabricants de moteurs explorent plusieurs variantes de disposition et d'activation des soupapes, cherchant à combiner d'une part facilité de fabrication, de réglages et de réparation, et, d'autre part, efficacité énergétique. Parmi les variantes les plus anciennes se trouvent les moteurs à soupape d'échappement latérale et soupape d'admission automatique, architecture qui assurera le succès des moteurs De Dion-Bouton. Apparaissent ensuite les moteurs à soupapes latérales : soupapes d'échappement et d'admission sont commandées par un arbre à cames situé sous les cylindres, et disposées sur le côté des cylindres. Cette architecture, très robuste et facile à fabriquer, a cependant une efficacité énergétique limitée et se prête mal aux taux de compression élevés. Pour dépasser ces limitations, les architectures moteurs évoluent avec des soupapes situées en haut des culasses : elles sont historiquement d'abord culbutées, puis actionnées par un arbre à cames en tête.

C'est au cours de cette évolution qu'apparaissent, au début des années 1900, les moteurs semi culbutés : leurs soupapes d'échappement sont latérales et celles d'admission sont culbutées. Cette architecture intermédiaire ou "hybride" entre soupapes latérales et culbutées sera utilisée tant sur des motos que sur des automobiles jusqu'après la Seconde Guerre Mondiale.

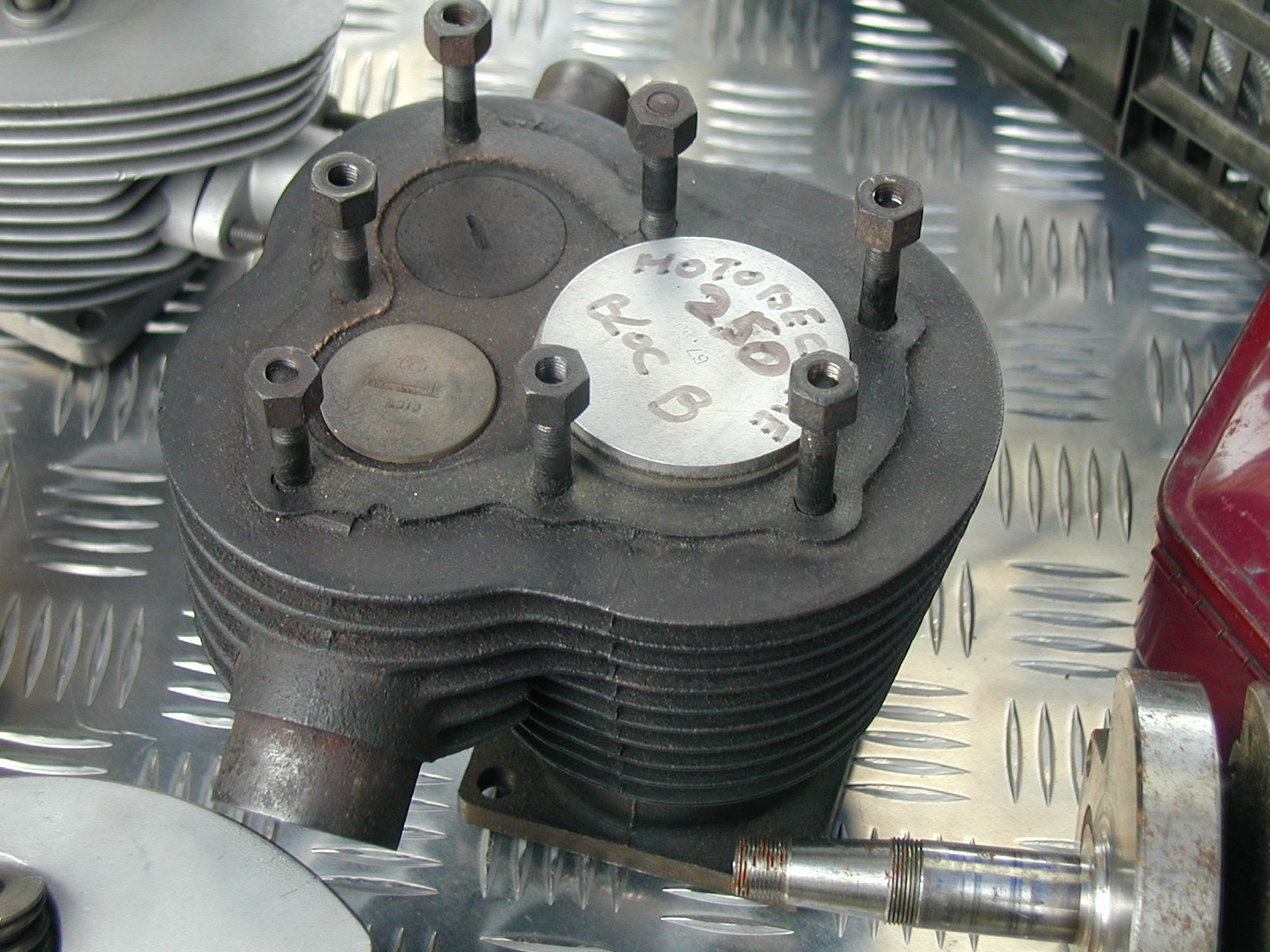
Moteur monocylindre à soupapes latérales (culasse enlevée) : on voit la soupape d'échappement et celle d'admission sur le côté du cylindre.
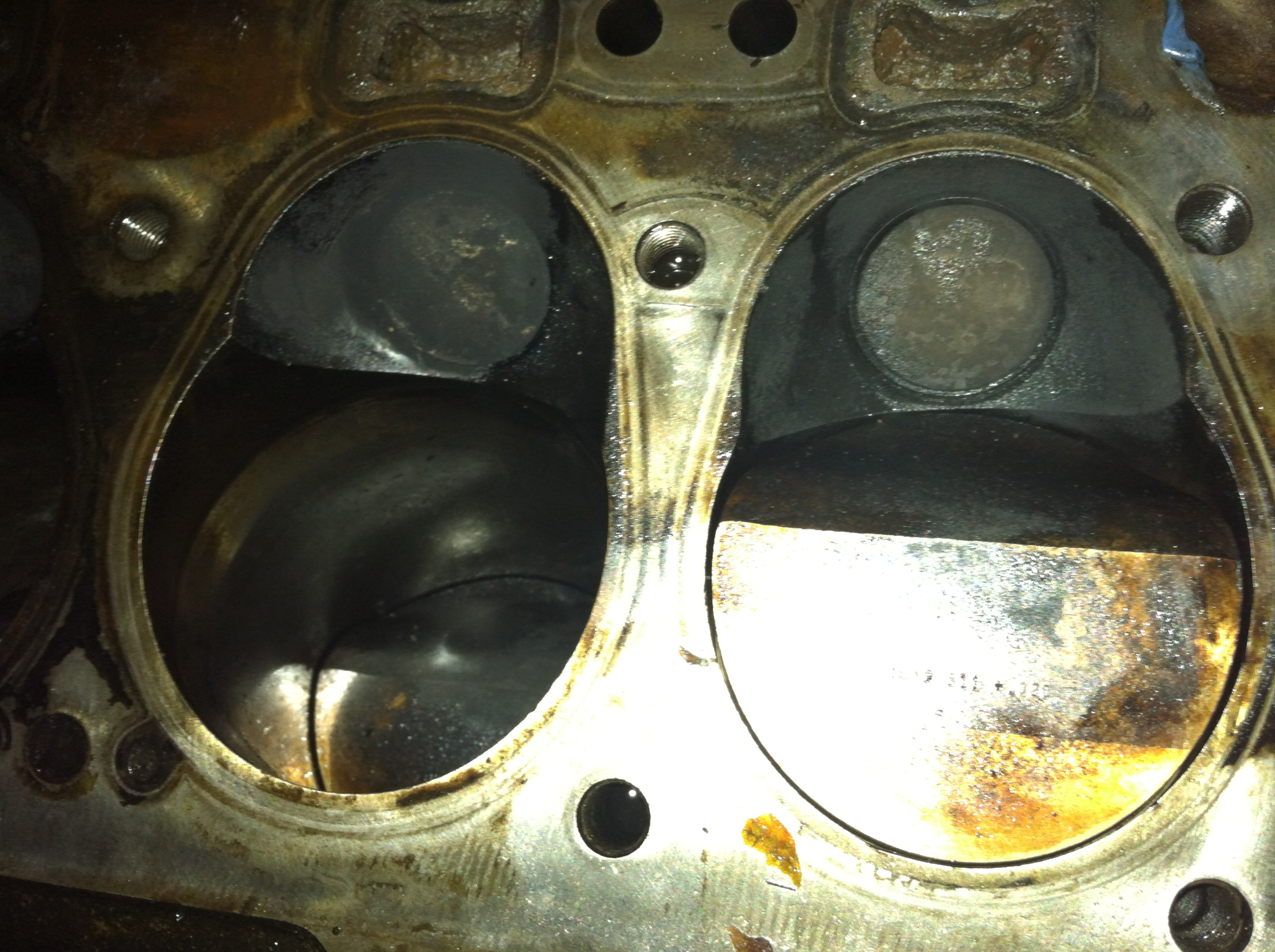
Moteur bi cylindre semi culbuté (culasse enlevée) : seule la soupape d'échappement est située à côté du cylindre.
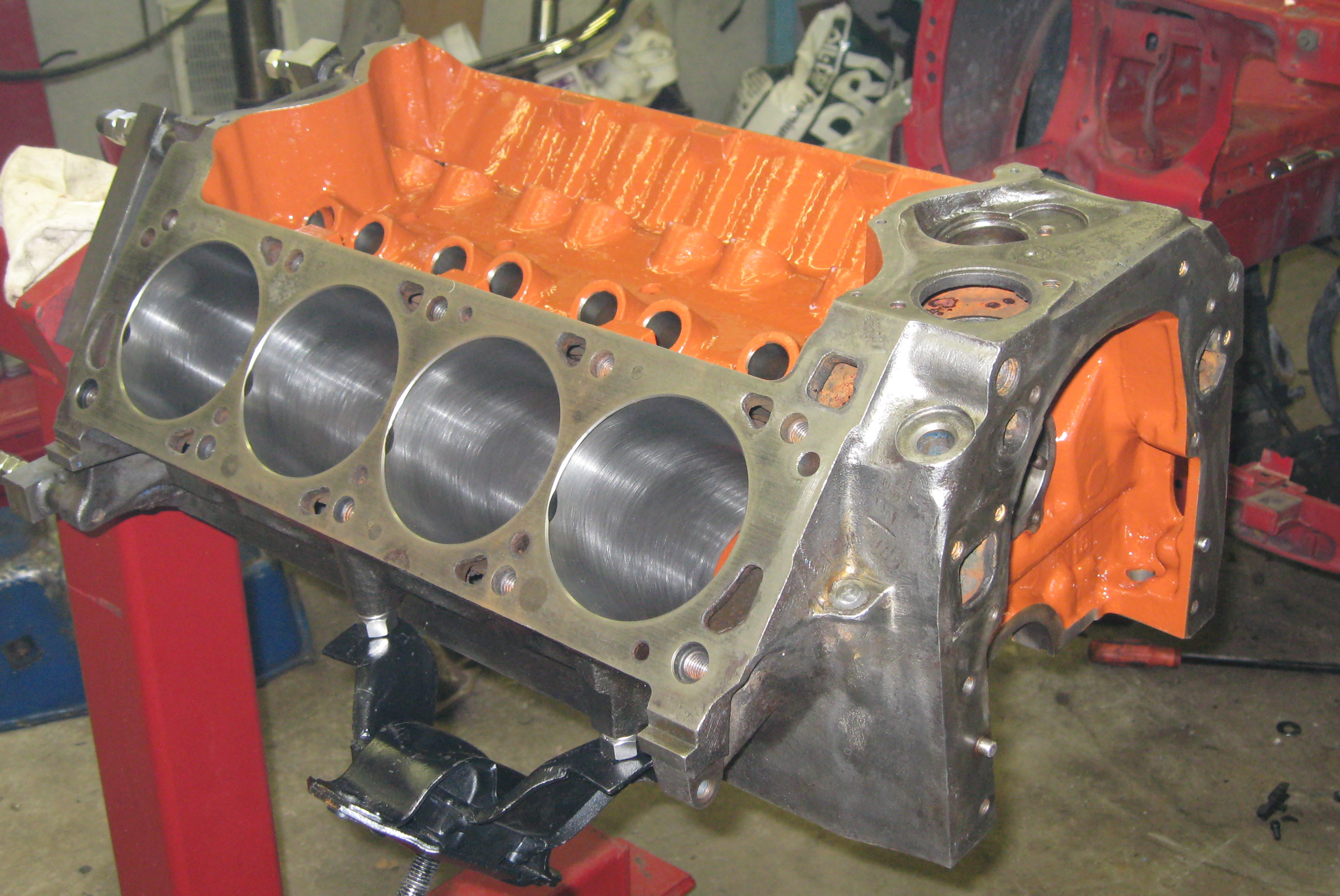
Bloc moteur Cleveland 31 C (culasse enlevée). Aucun emplacement de soupape n'est visible : les soupapes sont toutes sur la culasse.

## Caractéristiques techniques

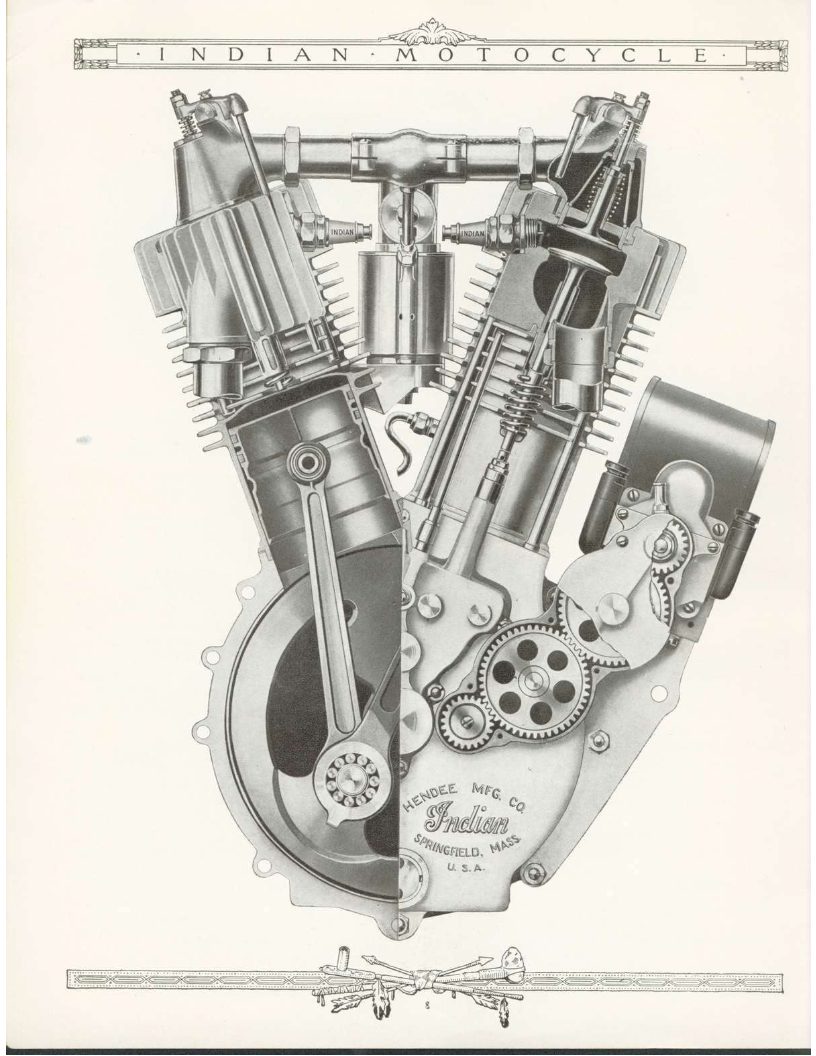
Vue éclatée d'un moteur bicylindre semi culbuté en V Indian (1915) : soupape culbutée d'admission en haut, soupape latérale d'échappement le long du cylindre.

Les moteurs semi culbutés sont généralement de type "inlet over exhaust" (ioe) : la soupape d'admission, culbutée, est située en haut du cylindre, au-dessus de celle, latérale, d'échappement. Cette disposition vise à améliorer l'efficacité du cycle d'admission et de la combustion par rapport à un moteur à soupapes latérales, tout en limitant le poids, le bruit et la complexité apportés par la création de la liaison mécanique entre l'arbre à cames, situé en partie basse du bloc moteur, et l'ensemble culbuteur/soupape situé en partie haute.
Dans quelques cas, plus rares, l'architecture est inverse : la soupape d'échappement est culbutée et située au-dessus de la soupape d'admission, qui est latérale. Des tels moteurs sont qualifiés de "exhaust over inlet" (eoi).

## Exemples d'utilisation

### Motos
- Indian, années 1900-1910[8]: le premier bicylindre de la marque est un semi culbuté de 600 cm3 ;
- NSU 500, dans les années 1910[9] ;
- Harley-Davidson : moteur F-Head de 1913 à 1929[10] ;
- Nimbus 750 de 1919 à 1928[11] ;
- plusieurs moteurs de la marque suisse M.A.G. montés des années 1920 à 1940 sur des motos de divers constructeurs comme Motosacoche[12] ou Monet-Goyon[13] ;
- Moto Guzzi 500 Normale, produite de 1921 à 1946[7].  De structure eoi, le moteur est un monocylindre disposé horizontalement : la soupape d'échappement étant sur la culasse, elle se trouve à l'avant du moteur.

### Automobiles
- Rover P3[14]et Rover P4[15] (années 1940-1950), équipées de moteurs à quatre ou six cylindres en ligne de 1,6 l à 2,3 l de cylindrée ;
- Moteurs Rolls-Royce "F-head" équipant plusieurs modèles Rolls-Royce et Bentley de 1947 à 195[16], notamment Silver Cloud et Bentley S Type. Ces moteurs sont des six cylindres en ligne de 4,9 l de cylindrée ;
- Moteur Willys Hurricane F4 à quatre cylindre enligne de 2,2 l de cylindrée qui équipa plusieurs modèles de Jeep entre 1950 et 1971[17].

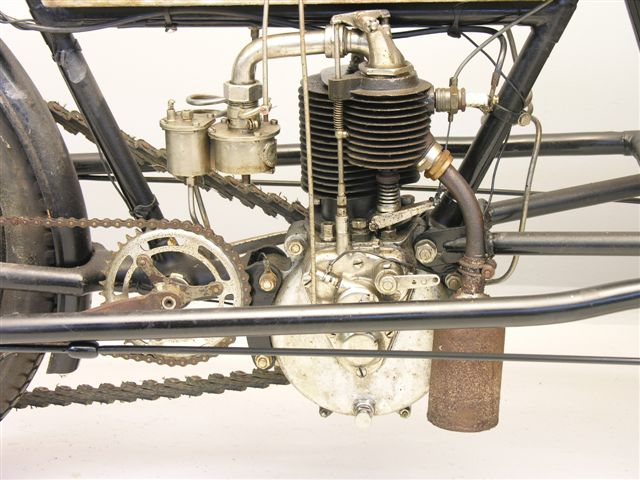
Moteur monocylindre semi culbuté Fafnir 500 cc (vers 1905). La tige et le culbuteur actionnant la soupape d'admission sont au centre. La chambre latérale et le mécanisme d'activation de la soupape d'échappement sont visibles juste en avant de la tige de culbuteur.
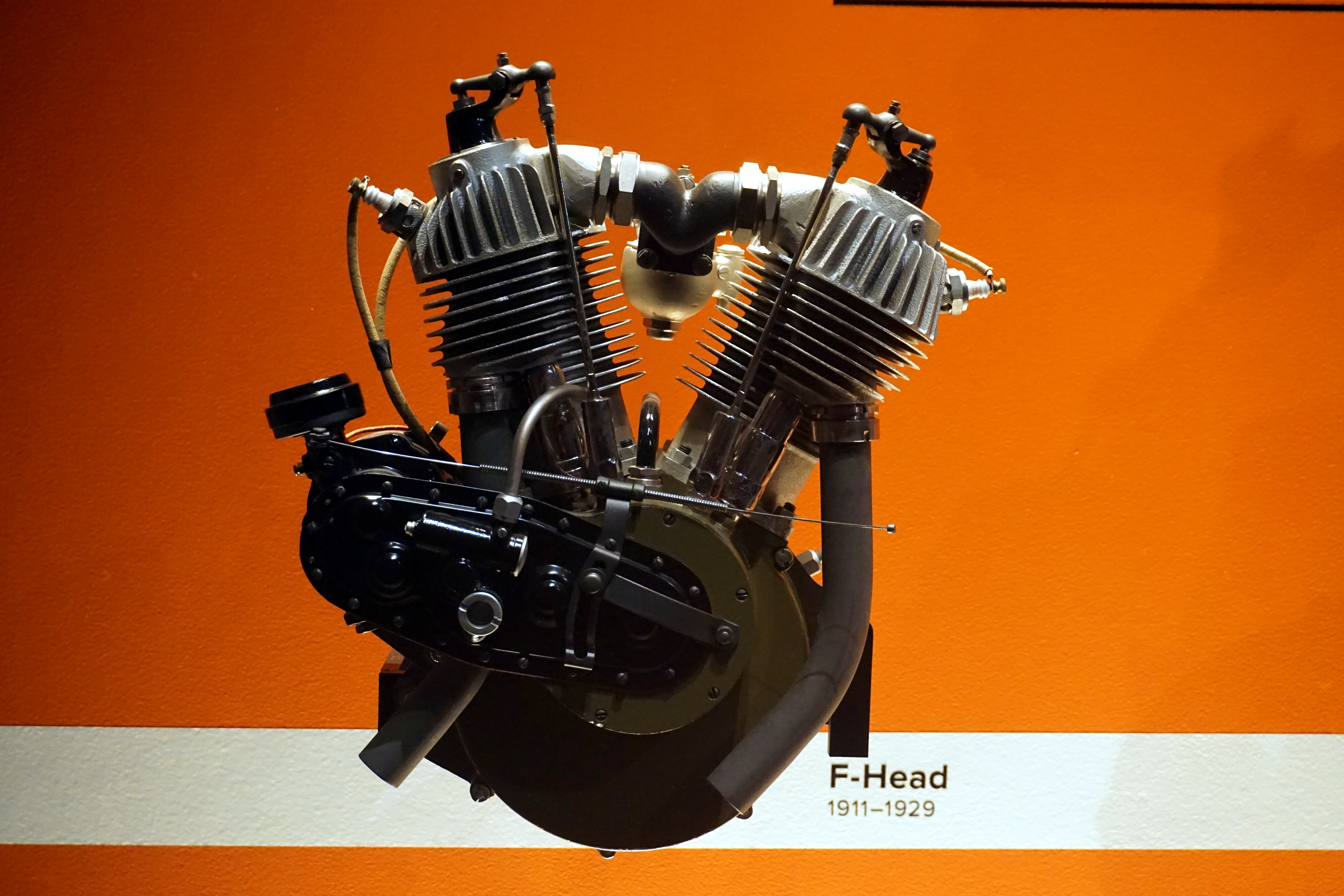
Harley-Davidson F-Head (1911-29) : bicylindre en V semi culbuté  mono carburateur. Les culbuteurs et leurs tiges sont visibles. Les queues des soupapes déchappement sont cachées dans deux tubes.
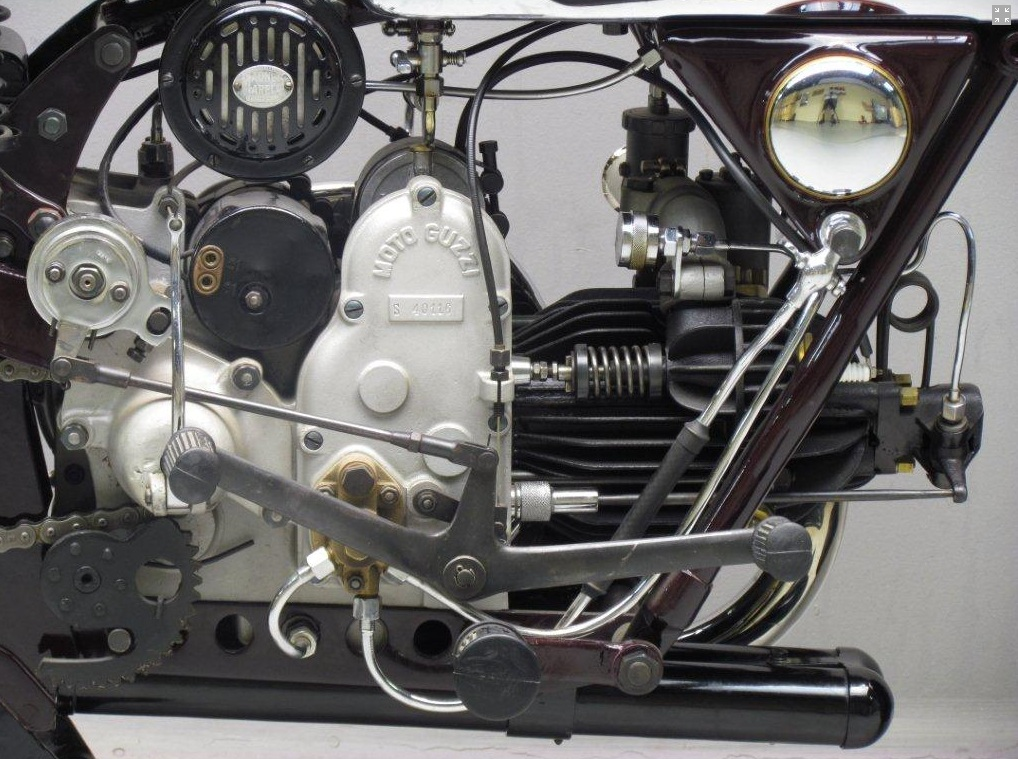
Moteur monocylindre eoi de Moto Guzzi GTS 500 (1938) : l'échappement est en haut du cylindre (à droite sur la photo), l'admission se fait latéralement. La queue de la soupape d'admission est visible dans le ressort.